# Werkgroepen en Verenigingen Konvent
Het Werkgroepen en Verenigingen Konvent (afgekort tot WVK) is een van de 7 konventen van de Universiteit Gent. Ze groepeert alle maatschappelijk-sociaal geïnspireerde studentenverenigingen en alle wetenschappelijke werkgroepen. Momenteel omvat de organisatie 25 studentenverenigingen.
Het konvent staat in voor de ondersteuning en vertegenwoordiging van de aangesloten verenigingen. Als konvent organiseert het WVK zelf (in tegenstelling tot sommige andere konventen) geen eigen activiteiten.

## Aangesloten studentenverenigingen
- 180 Degrees Consulting
- Archeologische Werkgroep
- BEAM
- BeMSA
- Business2Students
- Capitant Gent
- CenEka
- D'URGENT
- De Loeiende Koe
- Debatclub
- Engage
- Feunig
- Flanders Youth Society for Entrepreneurship
- FLUX
- Groene Kring
- IEEE Student Branch Gent
- Kajira
- Klassieke Kring
- MaChT
- Moeder Theepot
- PKarus
- Poutrix
- PRIME
- SENSE
- Vereniging Voor Natuurkunde
- Verkeerd Geparkeerd
- Zeus WPI